# Північно-Русське/Харбєйське – Юрхаровське-Пуровський
Північно-Русське/Харбєйське – Юрхаровське-Пуровський – конденсатопровід на півночі Тюменської області Росії, призначений для транспортування продукції кількох гігантських родовищ.
Наприкінці 2010-х у міжріччі Пура і Тазу почалась розробка гігантського Північно-Русського газоконденсатного родовища, для видачі з якого конденсату в 2020-му ввели в дію спеціалізований трубопровід довжиною 174 та діаметром 273 мм, який підключений до більш потужної системи Юрхарівське – Пуровський ЗПК.
В 2021-му ввели в дію конденсатопровід для видачі продукції іншого гігантського газоконденсатного родовища – Харбєйського. Він має довжину 57 км та діаметр 273 мм і завершується приднанням до конденсатопроводу від Північно-Русського родовища. В межах цього проекту за допомогою методу спрямованого горизонтального буріння облаштували переходи через річки Пухуцяяха, Велика та Мала Хеяха і Юмб’яха загальною протяжністю біля 2 км.